# Аллены
Аллены, 1,2-диены — углеводороды и их замещенные производные с двумя двойными связями у одного атома углерода общей формулы RR'C=C=CR''R''', где R, R', R'', R''' — Н, алкильный, арильный, гетероарильный заместитель либо функциональная группа. Родоначальник гомологического ряда, давший название классу — аллен CH2=C=CH2 (пропадиен). Аллены — простейшие представители класса гомокумуленов.

## Открытие
Пропадиен впервые был синтезирован русскими учёными Г. Г. Густавсоном и Н. Я. Демьяновым в 1883 году действием цинковой пыли на 2,3-дихлорпропен. Этим методом удалось получить и другие представители гомологического ряда алленов.

## Структура и физические свойства
Особенностью алленов, определяющей их химические свойства, является наличие двух кумулированных двойных связей, где центральный атом углерода находится в состоянии sp-гибридизации, а крайние — в состоянии sp². Следствием такой гибридизации является линейность системы кумулированных связей и взаимная перпендикулярность π-связей и концевых заместителей. Следствием этого является аксиальная хиральность (точечная группа D2d) асимметрично замещённых алленов, образующих энантиомеры. Впервые на эту возможность указал Я. Х. Вант-Гофф ещё в 1874 году, хотя в то время аллены ещё не были известны. Первые хиральные аллены получили в 1935 году независимо друг от друга Э. Колер и Г. Миллс — оптически активные дифенил-ди-α-нафтилаллен и эфир 1,3-дифенил-1-α-нафтилаллен-3-карбоновой кислоты с гликолевой кислотой.
В ИК-спектрах алленов присутствует характеристическая полоса при 1950 см−1.

## Реакционная способность
Центральный sp-гибридизованный атом углерода в алленах является электрофильным центром, реакционная способность усиливается электроноакцепторными группами; такие соединения легко присоединяют по двойной связи нуклеофилы NuH:
{\displaystyle {\mathsf {CH_{2}{\text{=}}C{\text{=}}CHCOOR+NuH\rightarrow CH_{2}{\text{=}}CNuCH_{2}COOR+CH_{3}C(Nu){\text{=}}CHCOOR}}}
Подобно алкенам, аллены вступают в реакции электрофильного присоединения, направление присоединения электрофила неоднозначно и зависит от природы реагентов. Так, при хлорировании аллена в воде хлор присоединяется к центральному кумуленовому атому углерода:
{\displaystyle {\mathsf {CH_{2}{\text{=}}C{\text{=}}CH_{2}+Cl_{2}+H_{2}O\rightarrow CH_{2}{\text{=}}CClCH_{2}OH+HCl}}}
В то же время при гидратации аллена в условиях кислотного катализа присоединение протона идёт по терминальному углероду, образующийся при этом енол далее таутомеризуется в ацетон:
{\displaystyle {\mathsf {CH_{2}{\text{=}}C{\text{=}}CH_{2}+H_{2}O\rightarrow [CH_{2}{\text{=}}C(OH)CH_{3}]\rightarrow CH_{3}COCH_{3}}}}
Под действием щелочей или кислот аллены могут претерпевать прототропные перегруппировки в 1,3-диены:
{\displaystyle {\mathsf {RCH_{2}CH{\text{=}}C{\text{=}}CH_{2}\rightarrow RCH{\text{=}}CH{\text{-}}CH{\text{=}}CH_{2}}}}
или в алкины (ацетилен-алленовая перегруппировка):
{\displaystyle {\mathsf {RCH_{2}CH{\text{=}}C{\text{=}}CH_{2}\rightarrow RCH_{2}CH_{2}C\equiv CH}}}
Аллены способны димеризоваться, образуя циклобутаны, так, аллен при димеразации даёт смесь 1,2- и 1,3-диметиленциклобутанов, при низких температурах преобладает первый изомер, доля второго растёт при повышении температуры.

## Синтез
Аллены могут быть синтезированы взаимодействием реактивов Гриньяра с пропаргилгалогенидами в присутствии FeCl3:
{\displaystyle {\mathsf {HC\equiv C{\text{-}}CR_{2}Hal+R^{1}MgHal\rightarrow R^{1}CH{\text{=}}C{\text{=}}CR_{2}+MgHal_{2}}}}
аналогично протекает реакция пропаргилацетатов с диалкилкупратами лития:
{\displaystyle {\mathsf {HC\equiv C{\text{-}}CR_{2}OAc+R_{2}^{1}CuLi\rightarrow R^{1}CH{\text{=}}C{\text{=}}CR^{2}}}}
Другим методом синтеза алленов является дегалогенирование гем-дигалогенциклопропанов магнием или метил- либо бутиллитием, идущее через перегруппировку промежуточно образующегося карбена (реакция Деринга):
Поскольку гем-дигалогенциклопропаны могут быть получены присоединением дигалогенкарбенов к алкенам, то обработка алкена бромоформом в присутствии сильного основания (например, трет-бутилата калия) с дальнейшей обработкой магнием образующегося дибромциклопропана служит методом превращения алкенов в аллены «внедрением» атома углерода в олефиновую двойную связь:
{\displaystyle {\mathsf {R^{1}CH{\text{=}}CHR^{2}\rightarrow R^{1}CH{\text{=}}C{\text{=}}CHR^{2}}}}
в некоторых случаях такое превращение можно провести в одну стадию, используя один эквивалент бромоформа и два эквивалента основания.